# Касьяненко Леонід Матвійович
Леонід Матвійович Касья́ненко (нар. 8 серпня 1920, Алтухово — пом. 24 листопада 1991, Черкаси) — український художник декоративного ткацтва, графік; член Спілки художників СРСР з 1968 року. Чоловік художниці Галини Касьяненко.

## Біографія
Народився 8 серпня 1920 на хуторі Алтуховому (нині робітниче селище Навлінського району Брянської області, Росія). Брав участь у німецько-радянській війні. Нагороджений орденом Вітчизняної війни ІІ ступеня (6 квітня 1985).
1951 року закінчив Івановський хіміко-технологічний технікум. З 1957 року працював головним художником-колористом на Єреванському шовковому комбінаті. 1968 року закінчив Єреванський художньо-театральний інститут, де навчався зокрема у А. Азатяна, Б. Колозяна. Дипломна робота — тканина з вірменським орнаментом (керівник Б. Колозян).
Протягом 1971—1985 років працював на Черкаському шовковому комбінаті. Помер у Черкасах 24 листопада 1991 року.

## Творчість
Створював батики, гобелени, акварельні й темперні пейзажі. Серед робіт:
батики
- «Голуби миру» (1970, крепдешин);
- «Збір урожаю» (1970, крепдешин);

гобелени (у співавторстві з Галиною Касьяненко)
- «Журавлі» (1973, вовна, ручне ткацтво, змішана техніка);
- «Хвиля» (1974, вовна, ручне ткацтво, змішана техніка);
- «Чисте небо» (1974);
- «Мир» (1975, вовна, ручне ткацтво, змішана техніка);
- «Дари Дніпра» (1975, вовна, ручне ткацтво, змішана техніка);
- «Повінь» (1976);
- «Дружба» (1979);
- «Лісова фантазія» (1980);
- «Каштани» (1981);
- «Яблуневий сад» (1982 вовна, ручне ткацтво, змішана техніка);

Брав участь в обласних, всесоюзних, зарубіжних мистецьких виставках з 1952 року.  Його роботи експонувалися на Всесвітній виставці у Брюсселі у 1958 році, виставках у Лейпцигу у 1960 році, Ізмірі у 1961 році, Дамаску у 1967 році. 1978 року нагороджений бронзовою медаллю ВДНГ СРСР.